# Synagoge (Stegeren)
De Beit Emoenah in Stegeren in de Nederlandse provincie het Overijssel is sinds 2008 een synagoge.
Op 10 mei 2008 werd de synagoge ingewijd. Het gebouw is van oorsprong een boerderij dat door eigenaar Peter Nissen is omgebouwd tot synagoge, wiens grootouders de Tweede Wereldoorlog hebben overleefd. In 2016 verkreeg de synagoge een handgeschreven Thorarol uit de periode 1800-1880 vanuit Jeruzalem uit handen van Moshe Duek.